# سوبر روبوت وورز
سوبر روبوت ووزر (باليابانية: スーパーロボット大戦 وتلفظ: سوبا روبوتّو تايسين، وتكتب بالإنجليزية: Super Robot Taisen واختصارا SRW) هي سلسلة ألعاب استراتيجية تناوب الأدوار أنتجتها شركة بانبريستو - التي هي أحد أقسام شركة بانداي – وقدمتها على عدة أنظمة ألعاب فيديو ثابتة ومحمولة. تقدم السلسلة وبشكل رئيسي وحدات الميكا من عدة مسلسلات أنمي وقصص مانغا يابانية، وجمعها في معركة افتراضية ضمن حبكة روائية معدة مسبقا، وقد تتضمن هذه الحبكة بعضا من القصص الأصلية للميكا والشخصيات الأصلية التي ظهرت معها.
ظهرت أول لعبة على الإطلاق من هذه السلسلة في عام 1991 على منصة جيم بوي من نينتيندو، وكان فيها شخصيات مسلسل مازنجر زد من قئة السوبر روبوت والروبوت اس ار اكس من فئة الأورجينال جنيريشن فقط (والتي تكرر من بعدها ظهور مازنجر زد وجيتر روبو في معظم الأجزاء اللاحقة للسلسلة) يصنف مازنجر زد وغيتا روبو من الرجال الأليين الخارقين، اما موبايل سيوت جاندام (الذي ألفه يوشييوكي تومينو) فيصنف من فئة الآليين الحقيقيين. جميع وحدات الميكا والشخصيات في الأجزاء اللاحقة لتلك المسلسلات الثلاث ظهرت في معظم أجزاء سلسلة سوبر روبوت وورز، أما الأجزاء المستثنيه هم: الجزء الذي أطلق عام 2005 تحت الاسم سوبر روبوت وورز جيه لم يظهر فيه أي من وحدات مسلسل غيتا روبو أو الجاندام، وجزء ((سوبر روبوت يو أكس)) على جهاز نينتندو ثري دي اس (لأول مرة لم يظهر مانجر زد في سلسلة اللعبة بأستثناء سلسلة ال أو جي) وأخيرا سلسة ((سوبر روبوت وور أورجينال جنريشين)) ومشتقاتها التي تتضمن فقط الشخصيات الخاصة من بانبريستو.
أضيفت المزيد من الوحدات والشخصيات من مسلسلات وقصص الميكا المختلفة جزءا بعد جزء، أضافت بانبريستو وحدات وشخصيات من تأليفها وتصميمها خصيصا لكل جزء، وهذه الزيادة الحاصلة جعلت تفاصيل الحبكة الروائية للمعارك الافتراضية في اللعبة في اتساع أكثر. فقد قدمت السلسلة كلا من شخصيات وآليي المسلسلات المشهورة عالميا – مثل نيون جينيسيس إيفانجيليون وجاندام – وشخصيات وآليي المسلسلات التي يعرفها جيدا الجمهور الياباني – مثل هفي ميتال إل-غايم ويوشا رايدين، هذا التقديم وهذا الجمع بين كل تلك الشخصيات وكل أولئك الآليين – التي يعرفها كل من شاهد عروض مسلسلاتها التلفزيونية وقصصها المصورة من اليابانيين - صنع لسلسلة سوبر روبوت وورز نجاحا بارزا وقاعدة جماهيرية كبيرة داخل اليابان، بالإضافة إلى تحقيق شهرة جيدة خارج اليابان.
جميع الأجزاء التي طرحتها بانبريستو من السلسلة كانت باللغة اليابانية، إذ يسود الاعتقاد بأن أي جزء باللغة الإنجليزية لن يصدر رسميا بسبب التعقيد في عملية إصدار التراخيص من الشركات المنتجة للمسلسلات التي تجمعها سلسلة سوبر روبوت وورز (تماثل بهذا المشكلة لعبة جامب سوبرستارز)، هذا بدوره أدى إلى ظهور ترجمات غير رسمية أطلقها هواة ومعجبو السلسلة ممن لهم الخبرة في التعامل مع التركيب البرمجي للألعاب. أما بالنسبة لإصدار اللعبة الذي ضم شخصيات وآليي بانبرستو الخاصة تحت العنوان سوبر روبوت تايسين أوريجينال جنريشن للمنصة المحمولة جيم بوي أدفانس بجزيئه الأول والثاني، فقد تم إطلاق نسخة إنجليزية لكل منهما رسميا، وقامت بالترجمة والإطلاق في منطقة شمال أمريكا شركة أتلوس يو اس ايه في 3 مارس 2006 للجزء الأول وفي 21 نوفمبر 2006 للجزء الثاني، ويعزى النجاح في تجاوز حاجز إصدار الترخيص لتفرد الجزأين بتقديم شخصيات وآليين من تأليف بانبريستو دون سواهم.

## أساسيات اللعب
يتكرر أسلوب اللعب نفسه في كافة إصدارات سلسلة سوبر روبوت وورز بشكل عام لكن في كل جزء يكون هناك اضافات عديده وطرق جديدة ومطورة في اللعبة؛ يختار اللاعب أحد شخصيات بانبريستو الأصلية وأحد آلييها (بعض الأجزاء يصاحب فيها الآلي الشخصية المختارة بشكل افتراضي) ومن ثم تبدأ اللعبة، تلتقي الشخصية الأصلية بشخصيات مسلسلات الأنمي وقصص المانغا المتضمنة في اللعبة – سواء الحلفاء مع اللاعب أو الأعداء الذين يواجههم - في ترابط معد له مسبقا في الحبكة الروائية، وكذلك الحال بالنسبة لشخصيات الأنمي الحلفاء مع بعضهم البعض، وكما هو الترابط كذلك بين شخصيات الأعداء، حتى وإن لم يكن هنالك ترابط بالأصل بين تلك الشخصيات في مسلسلاتها وقصصها الأصلية. ومثال على ذلك، في سوبر روبوت ووزر ألفا تجتمع فئة الشر مجموعة المخالب البيضاء من مسلسل نيو موبايل ريبورت جاندام وينجز مع فئة الشر ثوار بابتيموس سكيروكو من مسلسل موبايل سيوت زيتا جاندام في تعاون وتناسق تام بين قوتيهما وعملياتهما ضد الحلفاء.
في بداية كل المرحلة تدور عدة حوارات تقديمية بين شخصية اللاعب والحلفاء عن المرحلة وعن المهمة المطلوب إنجازها، ثم تبدأ المعركة. يقوم اللاعب أثناء المعركة بإصدار أوامره لكل وحدة من وحداته بمهاجمة العدو، مع الأخذ بعين الاعتبار نوعية السلاح الذي سيستعمل، وأي الأوامر الحيوية الواجب إطلاقها من اللاعب، والمنطقة الأنسب للهجوم منها. بعض المراحل تحتوي في مهماتها على أوضاع اختيارية تسمى «نقاط المهارة Skill Points» (أو كما تعرف في شمال أمريكا باسم «سيادة المعركة Battle Masteries»)، تضيف هذه الأوضاع تحديا أكبر في المعركة، وانجازها يؤثر على صعوبة اللعبة ارتفاعا.